# Philides
Philides är ett släkte av skalbaggar. Philides ingår i familjen vivlar.
Kladogram enligt Catalogue of Life:
| Philides | \| \| Philides anthonomoides \| \| \| \| \| \| Philides comans \| \| \| \| |
|          | \| \| Philides anthonomoides \| \| \| \| \| \| Philides comans \| \| \| \| |
|          | Philides anthonomoides                                                     |
|          |                                                                            |
|          | Philides comans                                                            |
|          |                                                                            |